# 伯奇特里 (密蘇里州)
伯奇特里（英語：Birch Tree）是位於美國密蘇里州香農縣的城市。

## 人口
根據2020年美國人口普查的數據，伯奇特里的面積為3.58平方千米，皆為陸地。當地共有人口541人，而人口密度為每平方千米151人。